# Abdij van Bebenhausen
De abdij van Bebenhausen is een voormalige cisterciënzerabdij in de Duitse plaats Bebenhausen in de buurt van Tübingen in de deelstaat Baden-Württemberg

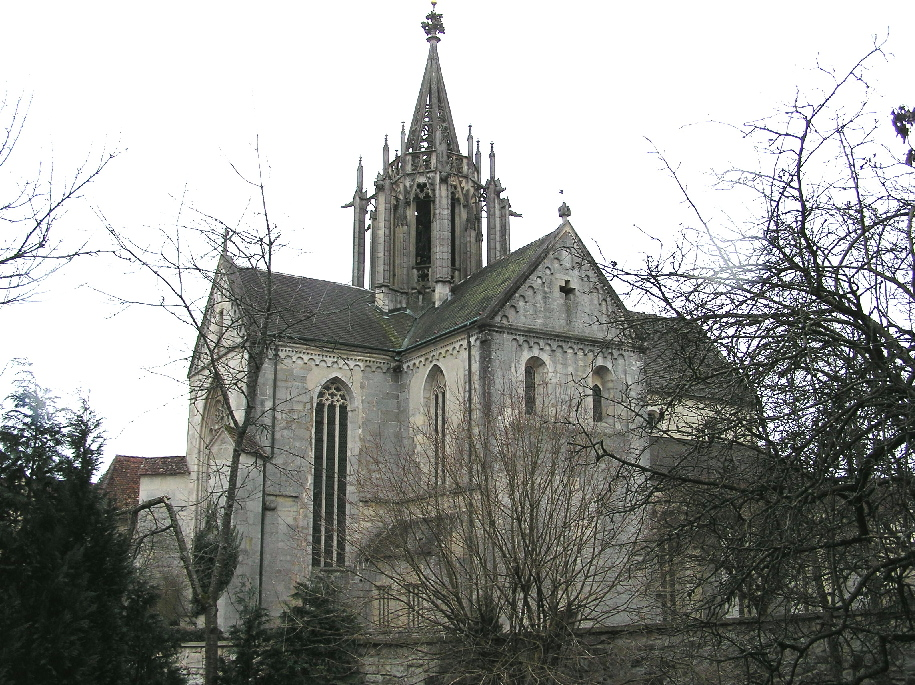
Kloosterkerk Bebenhausen

In 1183 gaf de paltsgraaf van Tübingen aan de norbertijnen de opdracht om in Bebenhausen nabij Tübingen een klooster te stichten ‘ter bevordering van zijn zielenheil’ maar het waren de cisterciënzers die er enkele jaren nadien werk van maakten.

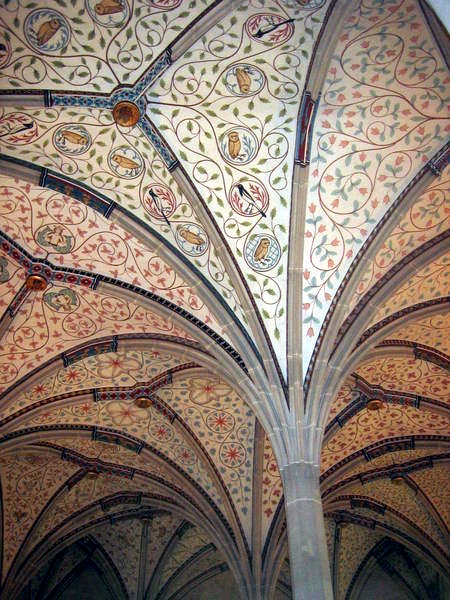
Gewelven in de zomerrefter

De elegante constructie van het gebouwtje boven de lavabo-fontein, het bloemenmotief van de zomerrefter, de ribben van de gewelven, de kapitelen in het scriptorium en de kapittelzaal, zijn zoveel hoogstandjes van kloosterarchitectuur.
Na de Reformatie kreeg de abdij verschillende bestemmingen: tot 1806 was er een protestantse kloosterschool, in de achttiende eeuw een jachtslot van de koning van Württemberg en na de Tweede Wereldoorlog zetelde het parlement van Württemberg-Hohenzollern er enkele jaren.
De stenen vieringtoren in Bebenhausen, een even geniale als eigenaardige curiositeit, strookt zeker niet met de cisterciënzer bouwvoorschriften. Dat wist ook de initiatiefnemer, abt Peter von Gomaringen in 1409. Daarom liet hij zich op een schilderij afbeelden, deemoedig knielend voor Onze-Lieve-Vrouw terwijl hij haar een maquette van de toren aanbiedt.